# 574546 Kondorgusztáv
574546 Kondorgusztáv è un asteroide della fascia principale. Scoperto nel 2010, presenta un'orbita caratterizzata da un semiasse maggiore pari a 2,3948966 au e da un'eccentricità di 0,1401737, inclinata di 6,03559° rispetto all'eclittica.